# Guerra di Abissinia
La guerra di Abissinia (Abissinia era l'antico nome dell'odierna Etiopia) fu un conflitto militare combattuto tra il dicembre del 1895 e l'ottobre del 1896 tra il Regno d'Italia e l'Impero d'Etiopia.
La sconfitta delle forze armate del Regno d'Italia ad opera di Menelik II portò alla firma del trattato di Addis Abeba, con cui veniva riconosciuta la piena indipendenza dell'Etiopia.

## Le premesse

### Il Trattato di Uccialli
Con il trattato di Uccialli del 2 maggio 1889 l'Italia aveva stipulato un patto con il nuovo negus Menelik II; la traduzione italiana del trattato vincolava il governo etiope a servirsi della diplomazia italiana per intrattenere rapporti con altre nazioni europee, rendendo di fatto l'Etiopia un protettorato dell'Italia. Tuttavia, il testo etiope del trattato prevedeva solo la facoltà per l'Etiopia di servirsi della diplomazia italiana per intrattenere relazioni estere e d'altronde lo stesso Menelik rifiutava qualsiasi forma di ingerenza italiana nelle questioni del suo regno. I contrasti sull'interpretazione da dare alle clausole del trattato vennero scoperti nel luglio del 1890, quando Menelik, che aveva invitato i sovrani dell'Impero russo e del Regno Unito alla propria incoronazione, ricevette da queste potenze la risposta che esse non potevano rispondere direttamente a lui, in virtù del trattato da lui sottoscritto e di quanto previsto dall'Accordo generale della Conferenza di Berlino del 1884 in merito alla sovranità limitata di un protettorato.
Il governo Crispi diede indicazioni al suo ambasciatore ad Addis Abeba, conte Pietro Antonelli, di avanzare le più energiche rimostranze e di chiedere spiegazioni al negus, ma Antonelli, da sempre favorevole ad un accordo con Menelik, non trasmise la protesta, bensì cercò di raggiungere un accordo sulla delimitazione dei confini tra l'Etiopia e la colonia italiana in Eritrea. Menelik respinse le proposte dell'Antonelli ed arrivò al punto di chiedere una revisione del trattato prima dei tempi stabiliti. I rapporti tra i due governi divennero quindi molto tesi e l'Etiopia cominciò ad acquistare armi da fuoco e munizioni, sfruttando anche il prestito di 4 milioni di lire ricevuto dall'Italia dopo la firma del trattato di Uccialli. I principali fornitori di armi per l'esercito del negus furono la Russia (l'unico governo europeo a parteggiare esplicitamente per l'Etiopia) e la Francia (ancora in pessimi rapporti con l'Italia per via della questione dello "schiaffo di Tunisi"), ma anche l'Italia stessa, che vendette al negus diverse migliaia di moderni fucili Carcano Mod. 91 e una fornitura di quattro milioni di cartucce, di vitale importanza per l'esercito etiope, che non disponeva di fabbriche di polvere da sparo.

### L'occupazione del Tigrè
Nel gennaio del 1895 le truppe italiane del generale Oreste Baratieri invasero la regione di Tigrè, formalmente parte dell'impero etiopico, ma governata di fatto autonomamente dal Ras Mangascià, fiero avversario di Menelik; nelle intenzioni del governo italiano, questa mossa doveva permettere all'Italia di acquisire una posizione di forza da cui trattare con il negus, oltre che ampliare i confini della colonia. Le truppe italiane sconfissero i guerrieri di Mangascià nella battaglia di Coatit ed entro l'ottobre del 1895 avevano occupato gran parte della regione, stabilendo guarnigioni ad Aksum, Adigrat, Macallè e sul colle dell'Amba Alagi; completata questa fase, Baratieri lasciò il comando al generale Giuseppe Arimondi e rientrò in Italia per chiedere invano al governo italiano i rinforzi necessari per riprendere l'avanzata.
Menelik era rimasto neutrale nello scontro tra gli italiani e Mangascià, ma quando quest'ultimo, sconfitto, gli si sottomise spontaneamente, decise allora di intervenire. Radunato il suo esercito, forte di 100 000 uomini di cui quasi la metà dotati di un qualche tipo di arma da fuoco, a Were Ilu nel novembre del 1895, Menelik prese a pretesto l'invasione italiana del Tigrè per rompere il trattato di Uccialli e muovere guerra all'Italia.

## La guerra

### L'offensiva etiope
Le truppe italiane nella colonia ammontavano a circa 36 000 uomini tra reparti italiani e battaglioni di truppe locali (gli àscari), disperse però in numerose guarnigioni; nel Tigrè il grosso delle truppe era dislocato ad Adigrat e Macallè, con un reparto avanzato agli ordini del maggiore Pietro Toselli posizionato sullo strategico colle dell'Amba Alagi.
Furono proprio gli avamposti di Toselli a scontrarsi per primi con le truppe di Menelik, quando il 1º dicembre 1895 ad Atzalà impegnarono in una breve scaramuccia l'avanguardia dell'esercito etiope, forte di 30 000 uomini al comando del ras Mekonnen; Toselli, che disponeva di soli 2 500 uomini, in gran parte ascari, fece ripiegare tutte le sue truppe sul colle dell'Amba Alagi e contemporaneamente richiese rinforzi ad Arimondi. Questi, che si trovava ad Adigrat, ordinò a Toselli di resistere il più a lungo possibile mentre lui radunava le sue disperse forze per marciare in appoggio, ma ricevette l'ordine da Baratieri, rientrato dall'Italia, di far ripiegare Toselli su una posizione migliore senza interrompere il contatto con il nemico. L'ordine di ripiegamento non raggiunse mai le truppe di Toselli che, circondate, vennero completamente distrutte nella battaglia dell'Amba Alagi il 7 dicembre, perdendo anche il loro comandante. Un centinaio di superstiti raggiunse quello stesso pomeriggio il villaggio di Aderà, dove si incontrò con la colonna di rinforzi guidata da Arimondi; attaccata da truppe nemiche, la colonna ripiegò verso Macallè, dove giunse il giorno seguente.

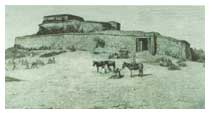
Il forte di Enda Jesus a Macallè

Resosi conto della superiorità numerica degli etiopi, Arimondi decise di evacuare anche Macallè e di ripiegare su Edagà Amus, dove si stava riunendo il grosso delle forze italiane guidate dallo stesso Baratieri. A Macallè venne lasciato il maggiore Giuseppe Galliano al comando di 1 300 uomini tra ascari e italiani, con il compito di tenere il più a lungo possibile lo strategico forte di Enda Jesus. Pochi giorni dopo Macallè venne occupata dall'avanguardia di Mekonnen che, raggiunta dal grosso dell'esercito guidato dallo stesso Menelik, strinse d'assedio il forte; la posizione italiana era molto forte, ma disponeva di scarse riserve di acqua, situazione aggravatasi dopo che il 7 gennaio 1896 gli etiopi assunsero il controllo del rifornimento d'acqua del forte, rendendo così impossibile ogni ulteriore resistenza italiana. A quel punto venne indetta una tregua, dopo la quale ras Makonnen, con un gesto cavalleresco non apprezzato da tutti i suoi compatrioti, concesse agli italiani di lasciare il forte e di mettersi in cammino verso nord. Menelik, il cui esercito soffriva acutamente della penuria di rifornimenti, scelse quest'occasione per scrivere a re Umberto, manifestandogli il suo desiderio di pace, in cambio dell'annullamento del trattato di Uccialli, richiesta respinta dal governo italiano. Il 22 gennaio seguente, Galliano, promosso tenente colonnello per meriti di guerra, consegnò il forte agli etiopi. La guarnigione italiana venne fatta marciare davanti alle truppe etiopi quasi come se fossero degli scudi umani, rientrando infine nelle linee italiane il 30 gennaio ad Aibà; Galliano ed i suoi ufficiali, trattenuti come ostaggi, vennero liberati quattro giorni dopo.

### La disfatta di Adua

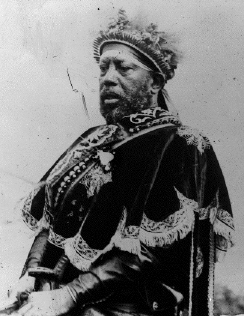
Menelik II, imperatore d'Etiopia

Il 29 gennaio l'esercito del negus passò attraverso Hausien, dirigendosi verso Enticciò e la zona di Adua, regione ricca di risorse posta in corrispondenza della via più diretta per entrare nella Colonia. Per parare questa minaccia, Baratieri cambiò l'orientamento del suo fronte da sud ad ovest, spostando il suo esercito, ora forte di circa 18 000 uomini tra italiani ed ascari, dalla zona tra Adigrat ed Edagà Amus verso la regione di Enticciò, attestandosi su una solida posizione difensiva sul monte Saurià. Appena completati questi spostamenti, su richiesta di Menelik venne organizzato un incontro diplomatico tra il plenipotenziario del negus, ras Menkonnen, e il maggiore Tommaso Salsa, sottocapo di Stato maggiore di Baratieri: Mekonenn offrì la pace in cambio della stipula di un nuovo trattato, ma Salsa, dietro istruzioni provenienti da Roma, chiese invece la riconferma al completo del trattato di Uccialli, richiesta irricevibile per il negus.
Interrotte anche queste trattative, Menelik mosse il 13 febbraio con le sue forze verso le posizioni italiane, salvo poi indietreggiare ed attestarsi in posizione difensiva nella conca di Adua, a soli pochi chilometri di distanza dalle posizioni italiane di Saurià. Alcune bande di irregolari al servizio degli italiani defezionarono in favore degli etiopi, attaccando le posizioni attorno ad Adigrat e dando luogo ad alcuni piccoli scontri con la guarnigione comandata dal colonnello Ferrari: combattimenti si ebbero sul colle di Seetà nella notte tra il 13 e il 14 febbraio, e sul colle di Alequà il 16 febbraio, con alterne vicende. Preoccupato per l'andamento della guerra, il 21 febbraio Crispi decise di inviare consistenti rinforzi in Eritrea e di sostituire il cauto Baratieri con il generale Antonio Baldissera, già in precedenza comandante delle truppe italiane nella Colonia; Baldissera partì dall'Italia il 23 febbraio in incognito, per evitare che la notizia della destituzione avesse effetti deleteri sul morale di Baratieri.

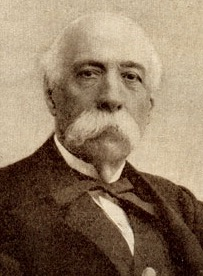
Francesco Crispi, Presidente del Consiglio italiano

Nel frattempo entrambi i contendenti continuavano a fronteggiarsi, rimanendo sulle proprie posizioni; la situazione logistica dei due eserciti andava peggiorando, soprattutto per quello italiano, nelle cui retrovie erano scoppiate diverse rivolte da parte delle popolazioni precedentemente assoggettate. Il 24 febbraio Baratieri mosse il suo esercito verso il campo etiope, ma, visto che il nemico non dava segno di voler accettare il combattimento, le truppe italiane rientrarono nei loro accampamenti quella sera stessa. Il 25 febbraio, dando notizia a Roma di una piccola vittoria ottenuta dal suo esercito quello stesso giorno (un distaccamento al comando del colonnello Stevani aveva disperso le truppe etiopi che occupavano il colle di Mai Maret), Baratieri si vide ricevere un telegramma di risposta dallo stesso Crispi:
Aggravatesi ulteriormente le condizioni logistiche, la sera del 27 febbraio Baratieri chiese consiglio ai suoi principali ufficiali (il capo di Stato Maggiore colonnello Valenzano e i generali Arimondi, Matteo Albertone, Vittorio Dabormida e Giuseppe Ellena, comandanti di brigata) sulla linea da condurre: Baratieri era più favorevole ad una ritirata strategica verso i confini della colonia, ma tutti i generali si espressero invece per condurre un attacco immediato contro l'esercito del negus. La sera del 28 febbraio Baratieri prese quindi la sua decisione: le truppe italiane si sarebbero mosse la sera successiva per occupare con il favore delle tenebre alcune colline più vicine al campo etiope; nelle intenzioni di Baratieri, questa mossa doveva obbligare il negus o a dare battaglia attaccando le truppe italiane schierate in posizione più favorevole, o a cedere il campo e ritirarsi.

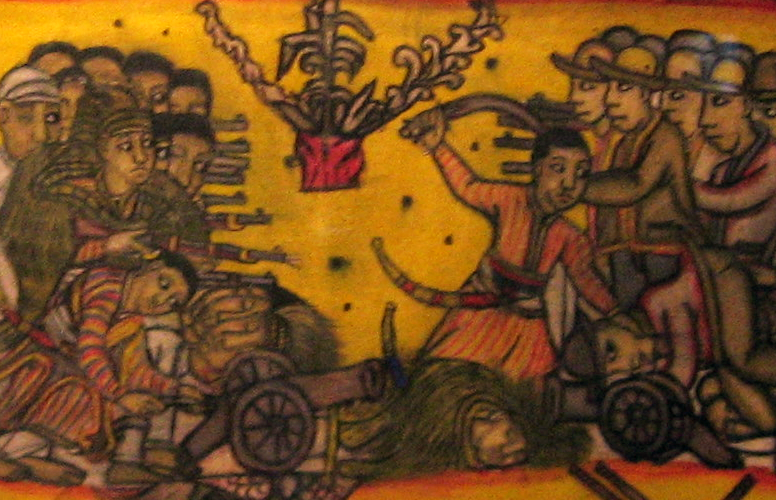
La battaglia di Adua in un dipinto etiope

La sera del 29 febbraio le truppe italiane, divise in quattro brigate, si misero in marcia alla volta della conca di Adua. Il coordinamento e i collegamenti tra le varie unità erano pessimi, aggravati dalla scarsa conoscenza del terreno e dalla mancanza di mappe affidabili. All'alba del 1º marzo 1896 le brigate italiane si ritrovarono sparpagliate e scollegate tra di loro, offrendo all'esercito del negus l'opportunità di affrontarle una alla volta e di schiacciarle con il peso dei numeri. Nel pomeriggio la battaglia era terminata: l'esercito italiano era stato distrutto un pezzo alla volta, con la perdita di 6 000 uomini uccisi, 1 500 feriti e 3 000 presi prigionieri. I resti del corpo di spedizione vennero fatti ripiegare in Eritrea.

### Il trattato di Addis Abeba
La disfatta di Adua generò pesanti proteste di piazza in Italia; il governo Crispi venne costretto alle dimissioni e rimpiazzato dal governo di Rudinì II. Baratieri, richiamato in Italia, dovette affrontare un processo davanti ad una corte marziale, da cui uscì assolto, ma con un severo rimprovero che distrusse di fatto la sua carriera militare. Il suo posto venne preso da Baldissera, che iniziò a concentrare le sue forze e i nuovi rinforzi giunti dall'Italia ad Asmara; le residue posizioni italiane nel Tigrè vennero abbandonate, ad eccezione del forte di Adigrat, dove i cacciatori d'Africa del maggiore Marcello Prestinari rimasero assediati dalle truppe etiopi. Il principale esercito etiope, nel frattempo, gravemente a corto di viveri ed indebolito dalle malattie e dalle perdite subite in battaglia, ripiegò verso Addis Abeba, mentre il negus lasciò solo poche truppe nel Tigrè al comando del ras Alula Engida.
Dopo aver respinto alcune incursioni dei ribelli sudanesi contro il presidio italiano dislocato a Cassala, Baldissera ricondusse le sue truppe nel Tigrè ai primi di aprile; le truppe etiopi nella regione opposero scarsa resistenza, preferendo ritirarsi davanti agli italiani. Il 4 maggio, dopo alcune scaramucce, le truppe italiane levarono l'assedio al forte di Adigrat; Baldissera avrebbe voluto proseguire nella campagna, ma il governo gli ingiunse di sgombrare il forte e di ripiegare con tutte le sue truppe in Eritrea, mossa portata a termine tra il 15 e il 22 maggio. Ormai il governo italiano si era convinto a cercare una soluzione diplomatica alla guerra; nell'ottobre del 1896, dopo lunghi negoziati, si giunse alla firma del trattato di pace di Addis Abeba: il negus riconobbe la sovranità italiana sull'Eritrea, ma in cambio il governo italiano abrogò il trattato di Uccialli e rinunciò a qualsiasi ingerenza nella politica dell'Impero etiope.